# Naturaleza

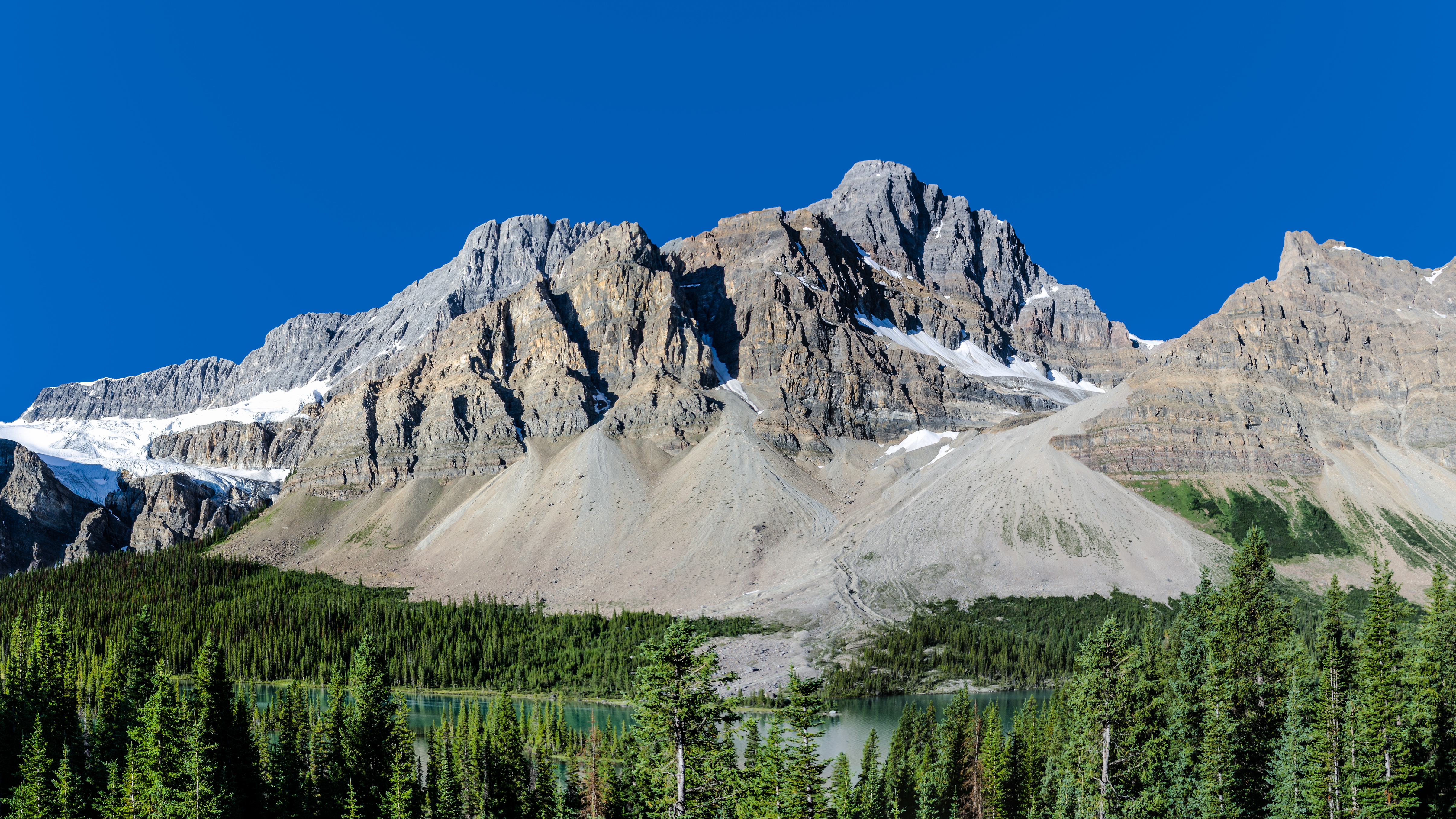
Vista del lago Bow en el parque nacional Banff de Canadá.

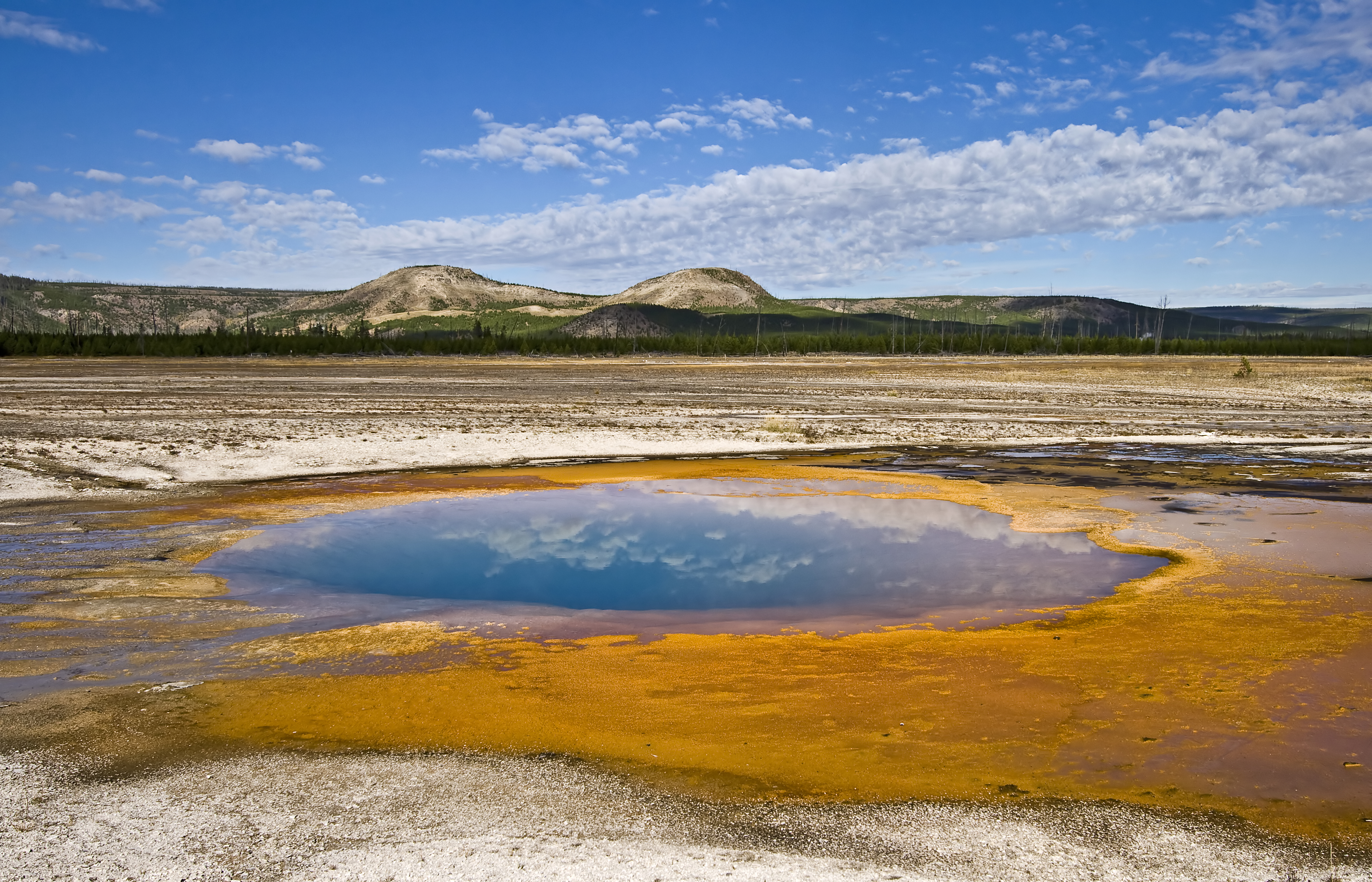
Opal Pool en Yellowstone, Estados Unidos.

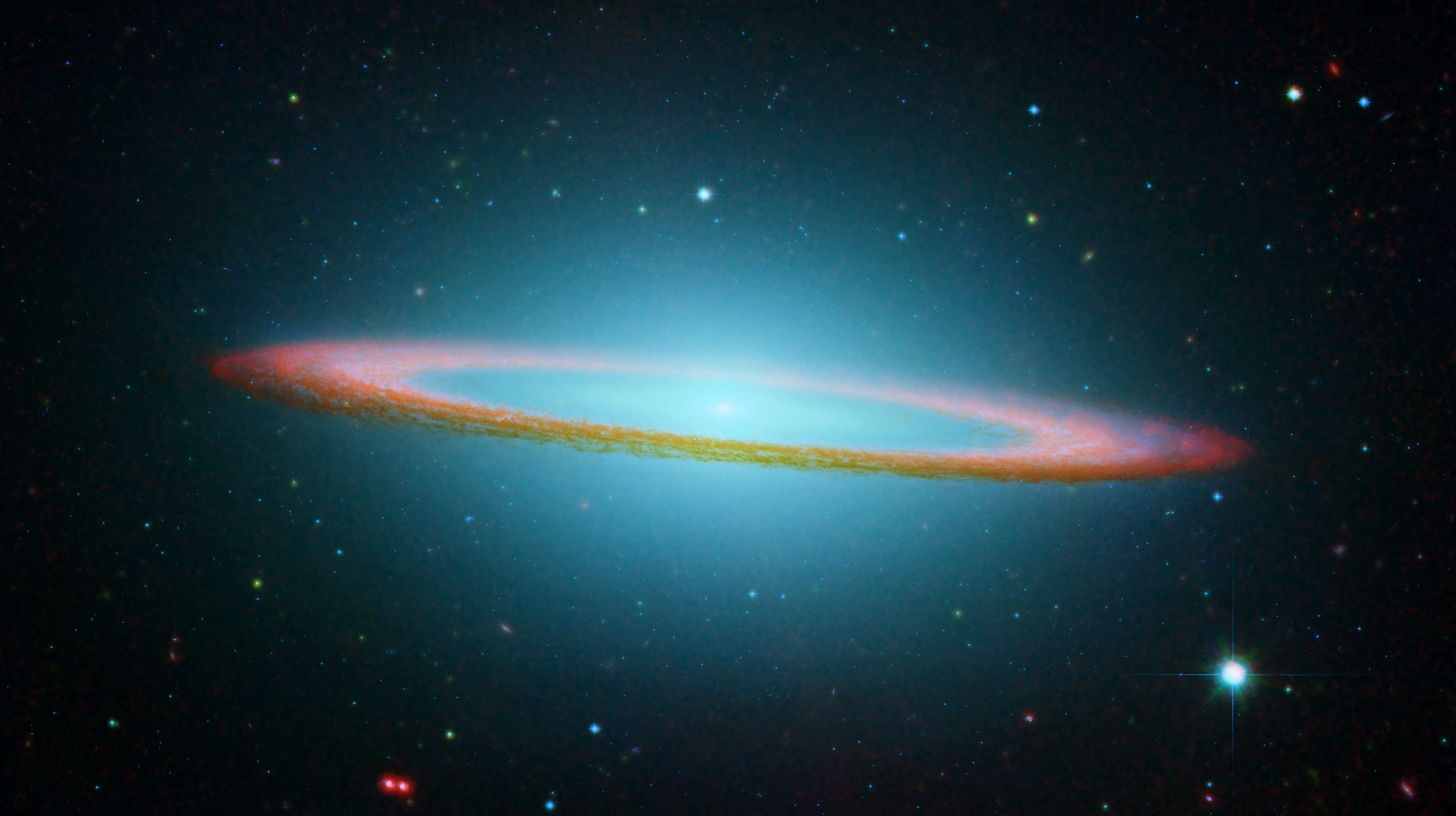
Galaxia del Sombrero.

La naturaleza es un concepto utilizado para referirse al mundo material o universo material, incluyendo los fenómenos del mundo físico, la materia inerte generada como parte de procesos sin la intervención humana, y al fenómeno de la vida, que incluye también a los humanos. La naturaleza se extiende desde el mundo subatómico al galáctico. La palabra «naturaleza» procede del latín natura que significa «perteneciente o relativo a la naturaleza o conforme a la cualidad o propiedad de las cosas», «carácter natural». La naturaleza también se encuentra diferenciada de lo sobrenatural. 
El concepto de naturaleza como un todo —el universo físico— es un concepto más reciente que adquirió un uso cada vez más amplio con el desarrollo del método científico moderno en los últimos siglos.
Dentro de los diversos usos actuales de esta palabra, «naturaleza» puede hacer referencia al dominio general de diversos tipos de seres vivos, como plantas y animales, y en algunos casos a los procesos asociados con objetos inanimados, como las rocas, así como el tiempo atmosférico, la geología de la Tierra y la materia y energía que poseen todos estos entes. El término naturaleza no incluye a los objetos artificiales, creados como parte de la intervención humana.
A menudo se contrapone el término «naturaleza» a otros términos relacionados con la actividad humana, como «sociedad», «cultura» o «intervención humana». Por ejemplo, se considera «entorno natural» a todos aquellos componentes de un determinado paisaje que no han sido alterados sustancialmente por el ser humano o que persisten a pesar de la intervención humana. Este concepto más tradicional de las cosas naturales implica una distinción entre lo natural y lo artificial, entendiendo lo artificial como algo ejecutado por una mente o una conciencia humana. Sin embargo, muchos entornos percibidos como «naturales» en realidad son entornos fuertemente gestionados e intervenidos por la acción humana, por ejemplo, los parques naturales y parques nacionales.
De manera coloquial se utilizan términos como «naturaleza humana» para referirse a supuestas condiciones intrínsecas de los humanos que explicarían determinadas actitudes o comportamientos sociales.

## La Tierra

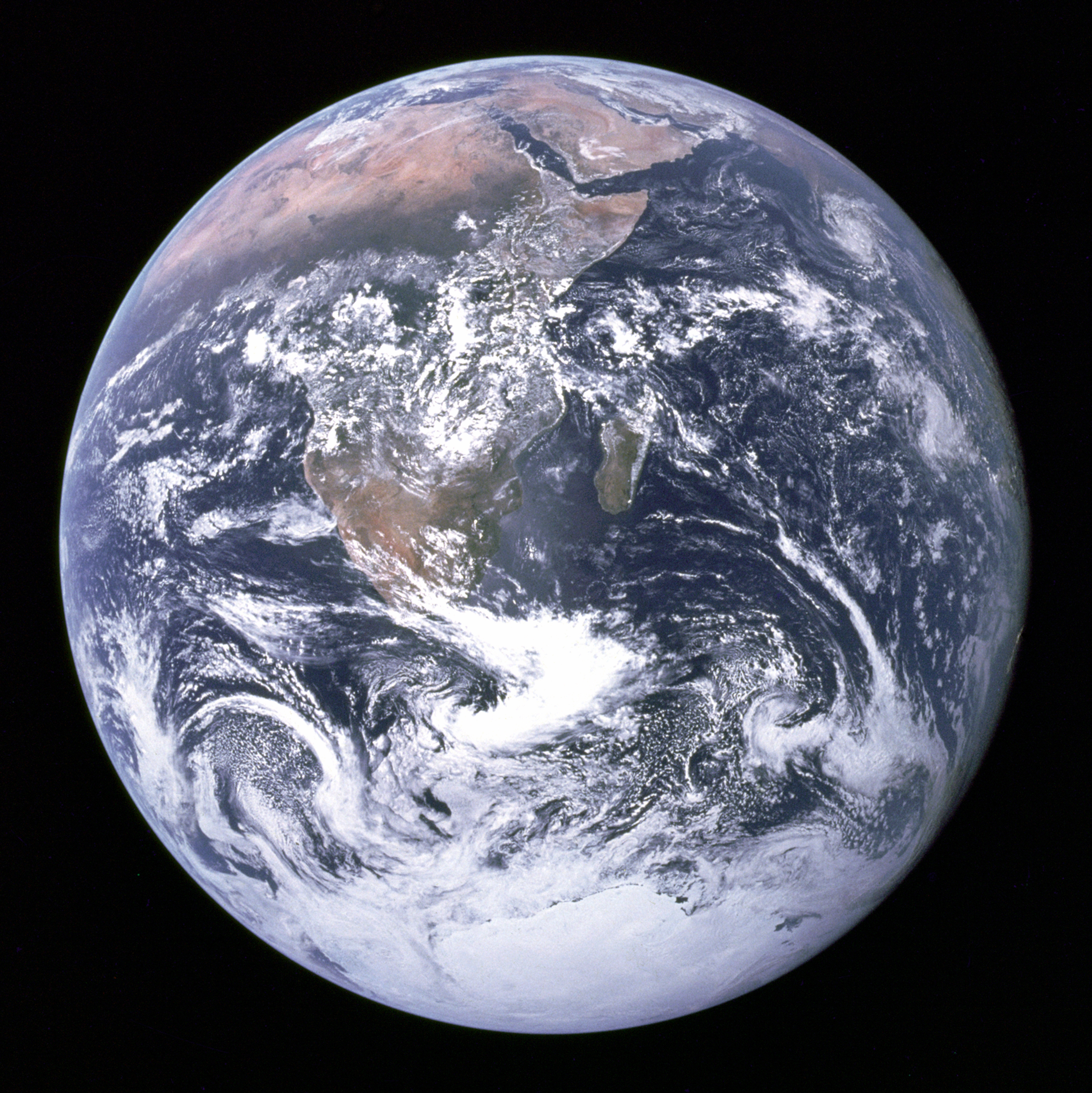
Vista de la Tierra, tomada en 1972 por la tripulación del Apolo 17. Esta imagen es la única de su clase hasta la fecha, en la que aparece un hemisferio completamente iluminado por el sol.

La Tierra es el quinto mayor planeta del sistema solar y el tercero en orden de distancia al Sol. Es el mayor de los planetas telúricos o interiores y el único lugar del universo en el que se sabe que existe vida.
Los rasgos más prominentes del clima de la Tierra son sus dos grandes regiones polares, dos zonas templadas relativamente estrechas y una amplia región ecuatorial, tropical y subtropical. Los patrones de precipitación varían enormemente dependiendo del lugar, desde varios metros de agua al año a menos de un milímetro. Aproximadamente el 70 por ciento de la superficie terrestre está cubierta por océanos de agua salada. El resto consiste en continentes e islas, situándose la mayor parte de la Tierra habitable en el hemisferio norte.
La Tierra ha evolucionado mediante procesos geológicos y biológicos que han dejado vestigios de las condiciones originales. La superficie externa se halla fragmentada en varias placas tectónicas que se van desplazando muy lentamente a medida que avanza el tiempo geológico (si bien al menos varias veces en la historia han cambiado de posición relativamente rápido). El interior del planeta permanece activo, con una gruesa capa de materiales fundidos y un núcleo rico en hierro que genera un potente campo magnético. Las condiciones atmosféricas han variado significativamente de las condiciones originales por la presencia de formas de vida, que crean un equilibrio ecológico que estabiliza las condiciones de la superficie. A pesar de las grandes variaciones regionales del clima por la latitud y otros factores geográficos, el clima global medio a largo plazo está regulado con bastante precisión, y las variaciones de un grado o dos en la temperatura global media han tenido efectos muy importantes en el equilibrio ecológico y en la geografía de la Tierra.

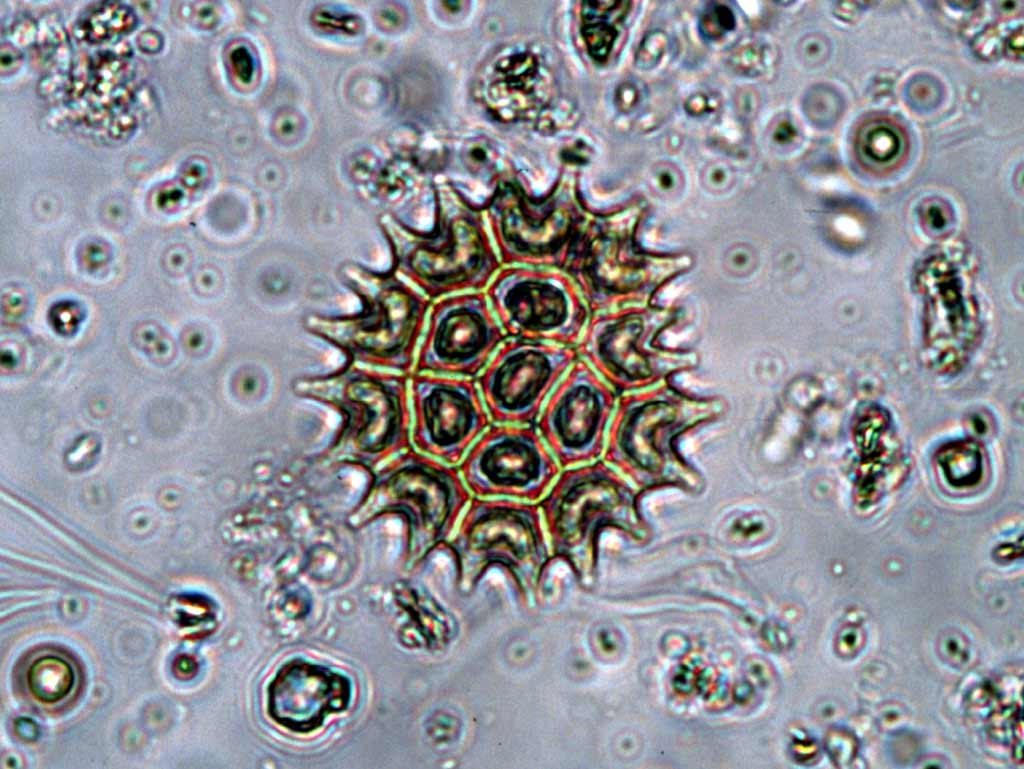
Pediastrum boryanum. El plancton ha formado parte de la naturaleza de la Tierra durante al menos 2000 millones de años.

Basándose en las pruebas disponibles, los científicos han recabado información detallada acerca del pasado del planeta. Se cree que la Tierra se formó hace aproximadamente 4550 millones de años a partir de la nebulosa protosolar, junto con el Sol y otros planetas. La Luna se formó relativamente poco después (aproximadamente 20 millones de años más tarde, hace 4530 millones de años). Al principio fundida, la capa exterior del planeta se enfrió, dando lugar a la corteza sólida. Las emisiones de gases y la actividad volcánica formaron la atmósfera primordial. La condensación del vapor de agua, junto con el hielo de los cometas que en aquella época impactaban con la Tierra, crearon los océanos. Se cree que la química altamente energética produjo una molécula que se autoduplicó hace aproximadamente 4000 millones de años.
Los continentes se formaron, se separaron y se volvieron a unir durante cientos de millones de años, combinándose en ocasiones para formar un supercontinente. Hace aproximadamente 750 millones de años, el primer supercontinente conocido, Rodinia, comenzó a fracturarse. Más tarde, los continentes se volvieron a unir para formar Pannotia, que se dividió hace aproximadamente 540 millones de años. El último supercontinente que conocemos es Pangea, que comenzó a romperse hace aproximadamente 180 millones de años.

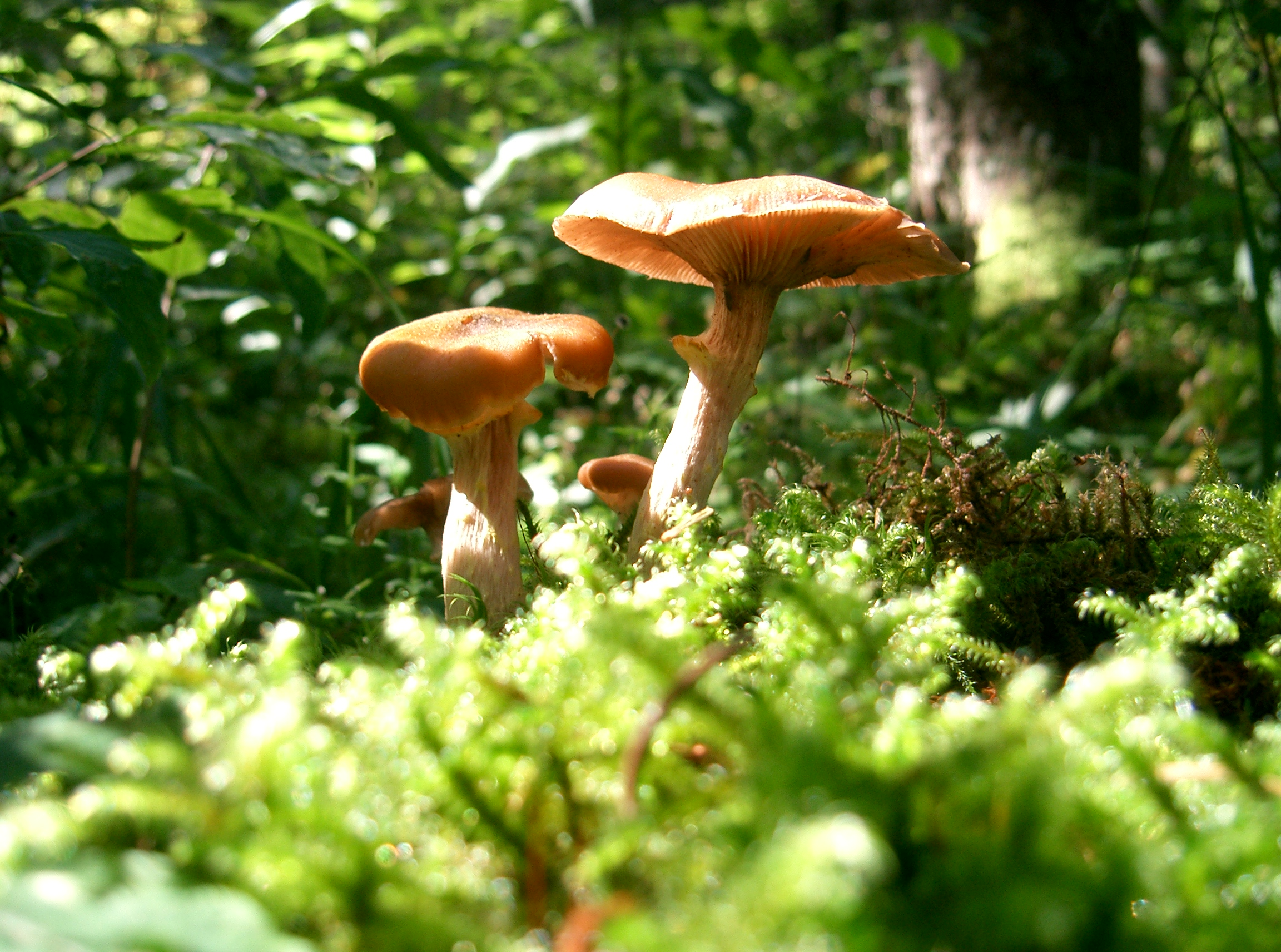
Las plantas terrestres y los hongos son parte de la naturaleza de la Tierra desde los últimos 400 millones de años aproximadamente. Han estado adaptándose y moviéndose a la vez que se desplazaban los continentes y cambiaba el clima.

Hay pruebas significativas, aún discutidas entre la comunidad científica, de que una severa era glacial durante el Neoproterozoico cubrió gran parte del planeta con una gruesa capa de hielo. Esta hipótesis se ha llamado la “Tierra bola de nieve”, y es de especial interés, ya que precede a la explosión cámbrica en la cual comenzaron a proliferar las formas de vida pluricelulares, hace 530-540 millones de años.
Desde la explosión cámbrica se han registrado cinco grandes extinciones en masa. La última extinción masiva tuvo lugar hace aproximadamente 65 millones de años, cuando probablemente el choque de un meteorito causó la extinción de los dinosaurios y otros grandes reptiles, pero no la de los animales pequeños como los mamíferos, que por aquel entonces se asemejaban a las musarañas. A lo largo de los 65 millones de años siguientes, los mamíferos se diversificaron.
Hace varios millones de años, una especie de pequeño mono africano adquirió la habilidad para ponerse de pie. El advenimiento posterior de la vida humana y el desarrollo de la agricultura y, más tarde, de la civilización, permitió a los humanos repercutir en la Tierra más que cualquier otra forma de vida anterior, en un lapso relativamente corto. Las acciones humanas influyen tanto en la naturaleza como en la cantidad de las otras formas de vida, así como en el clima global.
Una encuesta llevada a cabo por el Museo Americano de Historia Natural en 1998, reveló que el 70 % de los biólogos veían la era actual como parte de una acontecimiento de extinción masiva, la extinción masiva del Holoceno, que sería la más rápida de todas las conocidas. Algunos expertos, como E. O. Wilson, de la Universidad de Harvard, predicen que la destrucción humana de la biosfera podría causar la extinción de la mitad de todas las especies en los próximos 100 años. No obstante, el alcance de esta extinción actual está aun siendo investigado, discutido y calculado por biólogos.

## Tiempo atmosférico y clima

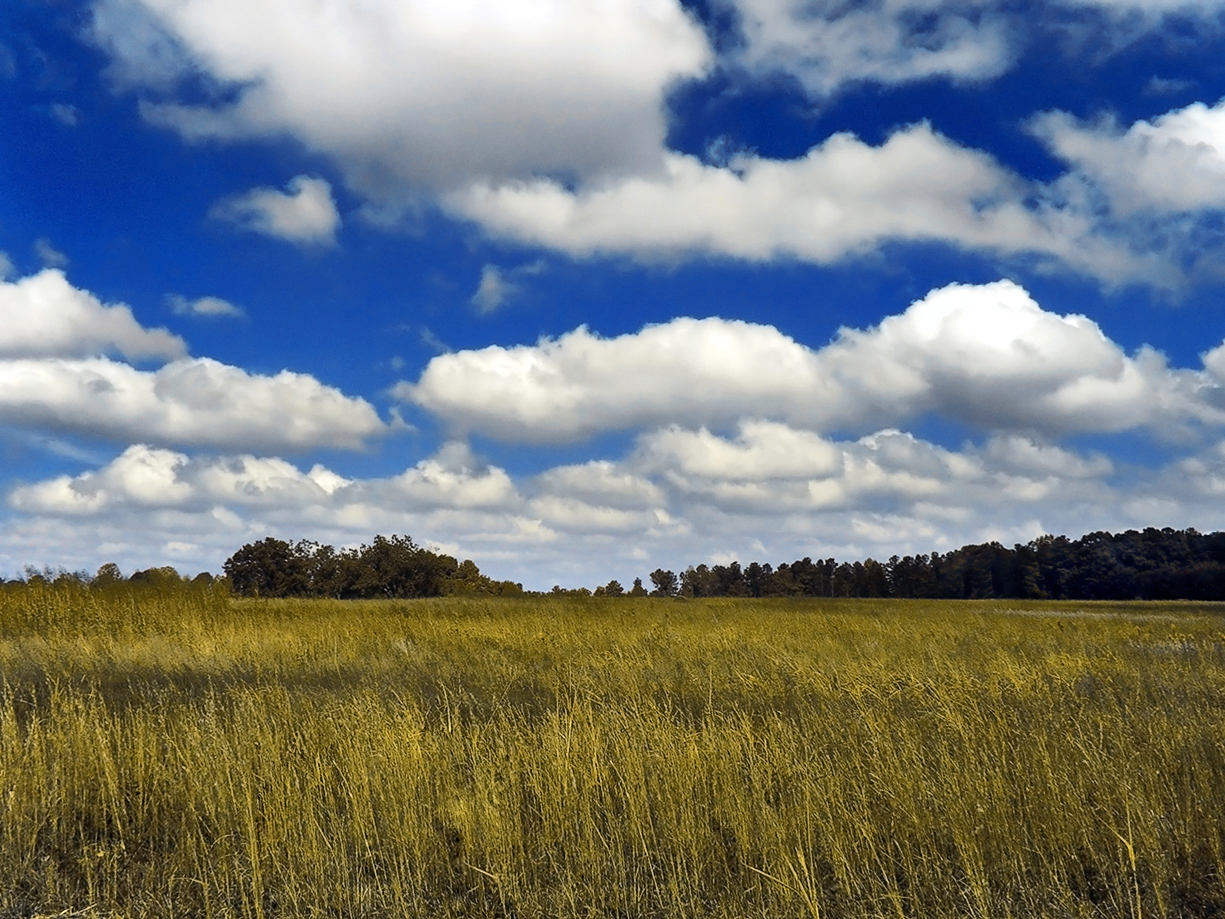
Cumulus humilis: nubes indicadoras de buen tiempo.

La atmósfera terrestre es un factor clave que sustenta el ecosistema planetario. Esta fina capa de gases que envuelve la Tierra se mantiene en su sitio gracias a la gravedad del planeta. Está compuesta por un 78 % de nitrógeno, un 21 % de oxígeno y trazas de otros gases. La presión atmosférica disminuye con la altitud. La capa de ozono de la Tierra desempeña un papel esencial en la reducción de la cantidad de radiación ultravioleta que llega a la superficie. Ya que el ADN puede verse fácilmente dañado por esta radiación, la capa de ozono actúa de escudo que protege la vida en la superficie. La atmósfera también retiene calor durante la noche, reduciendo por tanto las temperaturas extremas diarias.
Las variaciones del tiempo atmosférico tienen lugar casi exclusivamente en la parte baja de la atmósfera, y actúa de sistema convectivo para redistribuir el calor. Las corrientes oceánicas son otro factor importante para determinar el clima, especialmente la circulación termohalina submarina, que distribuye la energía calorífica de los océanos ecuatoriales a las regiones polares. Estas corrientes ayudan a moderar las diferencias de temperatura entre el invierno y el verano en las zonas templadas. Es más, sin las redistribuciones de energía calorífica que realizan las corrientes oceánicas y atmosféricas, los trópicos serían mucho más cálidos y las regiones polares mucho más frías.
El tiempo puede tener a la vez efectos beneficiosos y perjudiciales. Los fenómenos meteorológicos extremos, como los tornados o los huracanes, pueden emplear grandes cantidades de energía en su trayectoria y arrasar con todo lo que encuentren a su paso. La vegetación superficial ha desarrollado una dependencia de la variación estacional del tiempo, y los cambios repentinos, aunque solo duren algunos años, pueden tener un efecto devastador, tanto en la vegetación como en los animales que dependen de ella para alimentarse.
El clima planetario es una medida de la tendencia del tiempo atmosférico a lo largo del tiempo. Pueden influir en él varios factores, como las corrientes oceánicas, el albedo superficial, los gases de efecto invernadero, las variaciones en la luminosidad solar y los cambios en la órbita del planeta. Basándonos en los registros históricos, hoy sabemos que la Tierra ha sufrido drásticos cambios climáticos en el pasado, incluso glaciaciones. El clima de una región depende de una cierta cantidad de factores, como la latitud. Una franja latitudinal de la superficie con características climáticas similares conforma una región climática. En la Tierra, existen varias de estas regiones, que van del clima tropical en el ecuador al clima polar en los polos. En el tiempo también influyen las estaciones, que resultan de la inclinación del eje de la Tierra con respecto a su plano orbital. De esta forma, en cualquier momento dado durante el verano o el invierno, hay una parte del planeta que está más directamente expuesta a los rayos del Sol. Esta exposición se va alternando al tiempo que la Tierra va describiendo su órbita. En todo momento, sin importar la estación, los hemisferios norte y sur experimentan condiciones climáticas opuestas.
El tiempo es un sistema caótico que puede modificarse fácilmente con solo pequeños cambios en el entorno, por ello las previsiones meteorológicas exactas solo se limitan a algunos días. En conjunto, están sucediendo dos cosas a nivel global: (1) la temperatura está aumentando por término medio; y (2) los patrones del tiempo están cambiando y volviéndose cada vez más caóticos.

## Vida

Una pata con sus patitos. La reproducción es esencial para la perpetuación de la vida.

El hecho de que las formas más básicas de vida vegetal comenzaran a realizar la fotosíntesis fue clave para la creación de condiciones que permitiesen el desarrollo de formas de vida más complejas. El oxígeno resultante del proceso se acumuló en la atmósfera y dio lugar a la capa de ozono. La relación de simbiosis entre células pequeñas y otras mayores dio lugar al desarrollo de células aún más complejas llamadas eucariotas. Las células se agruparon en colonias y comenzaron a especializarse, dando lugar a auténticos organismos pluricelulares. Gracias a la capa de ozono, que absorbe las radiaciones ultravioletas nocivas, la vida colonizó la superficie de la Tierra.
Aunque no existe un consenso universal sobre la definición de la vida, los científicos, por lo general, aceptan que la manifestación biológica de la vida se caracteriza por los siguientes factores o funciones: organización, metabolismo, crecimiento, adaptación, respuesta a estímulos y reproducción. De manera más sencilla, podemos considerar la vida como el estado característico de los organismos. Las propiedades comunes a los organismos terrestres (plantas, animales, hongos, protistas, arqueas y bacterias) son las siguientes: son celulares, tienen una organización compleja basada en el agua y el carbono, tienen un metabolismo y capacidad para crecer, responder a estímulos y reproducirse. Por ello, se considera que una entidad que reúna estas propiedades está viva. Sin embargo, no todas las definiciones que hay sobre la vida consideran esenciales todas estas propiedades.
La biosfera es la parte de la capa más externa de la Tierra —que comprende el aire, la tierra, las rocas superficiales y el agua— dentro de la cual tiene lugar la vida, y en donde, a su vez, se alteran o se transforman los procesos bióticos. Desde el punto de vista geofísico, la biosfera es el sistema ecológico global que integra a todos los seres vivos y sus relaciones, incluyendo su interacción con los elementos de la litosfera (rocas), la hidrosfera (agua), y la atmósfera (aire). Actualmente, se estima que la Tierra contiene cerca de 75 000 millones de toneladas de biomasa (la masa de la vida), que vive en diversos entornos dentro de la biosfera. Cerca de nueve décimas partes de la biomasa total de la Tierra es vida vegetal, de la que depende estrechamente la vida animal. Hasta la fecha, se han identificado más de 2 millones de especies de plantas y animales, y las estimaciones realizadas sobre la cantidad real de especies existentes varían entre unos cuantos millones y cerca de 50 millones La cantidad de especies individuales oscila constantemente: aparecen especies nuevas y otras dejan de existir, en una base continua. En la actualidad, la cantidad total de especies está experimentando un rápido descenso.

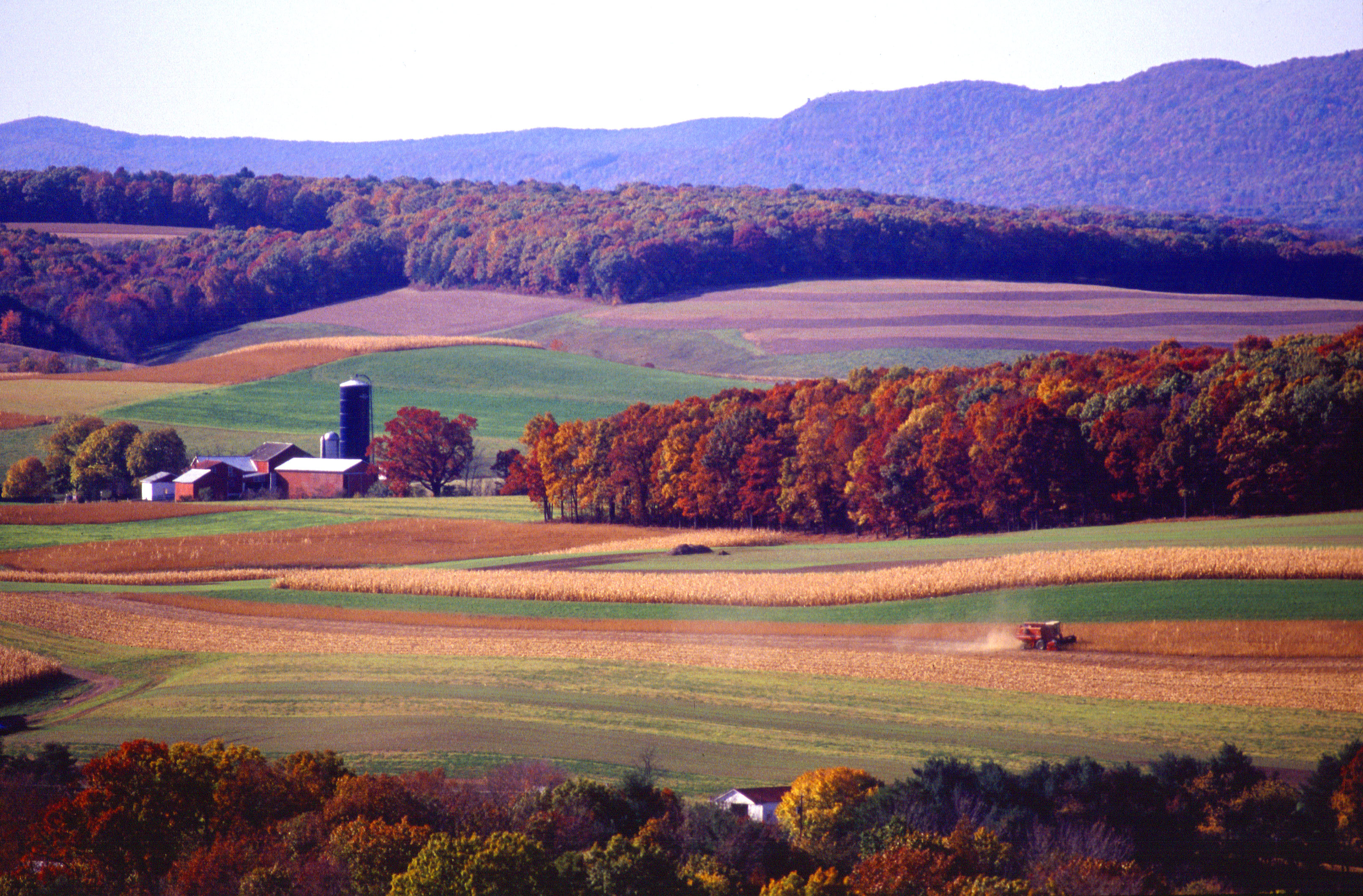
Vista de una granja de Pensilvania, un paisaje gestionado.

La diferencia entre la vida animal y la vegetal no es tan tajante como pueda parecer, ya que hay algunos seres vivos que reúnen características de ambas. Giuliana dividió a todos los seres vivos en plantas, que por lo general no se mueven, y animales. En el sistema de Carlos Linneo, éstos se convirtieron en los reinos Vegetabilia (más tarde Plantae) y Animalia. Desde ese momento se vio que el reino Plantae, como estaba definido originalmente, incluía varios grupos sin relación alguna, por lo que se eliminó a los hongos y a varios grupos de algas para moverlos a reinos nuevos, si bien a menudo se siguen considerando plantas en algunos contextos. En la flora, está comprendida a veces la vida bacteriana tanto es así que ciertas clasificaciones utilizan los términos flora bacteriana y flora vegetal de manera separada.
Una de las muchas formas de clasificar las plantas es por floras regionales, que, dependiendo del propósito de estudio, pueden incluir también a la flora fósil, que son restos de vida vegetal de eras pasadas. Muchas personas de varias regiones y países se enorgullecen de su flora característica, que varía ampliamente a través del globo debido a las diferencias de climas y suelos. La flora regional se suele dividir en subcategorías como la flora nativa y flora agrícola y de jardín (estas últimas son las que cultiva el hombre intencionadamente). Algunas clases de “flora nativa”, en realidad han sido introducidas hace siglos por emigrantes de una región o continente a otro, y con el paso del tiempo se han convertido en parte de la flora nativa o natural del lugar en el que se introdujeron. Este es un ejemplo de cómo la acción humana puede desdibujar el límite de lo que se considera naturaleza. Otra categoría de plantas es la de las “malas hierbas”. Aunque el término ha perdido uso entre los botánicos como manera de designar a las plantas “inútiles”, su uso informal (para describir a las plantas que estorban y que se deben eliminar) ilustra perfectamente la tendencia general de las personas y las sociedades de pretender alterar el curso de la naturaleza. Del mismo modo, los animales se suelen clasificar como domésticos, de granja, salvajes, plagas, etc. según la relación que tengan con la vida humana.

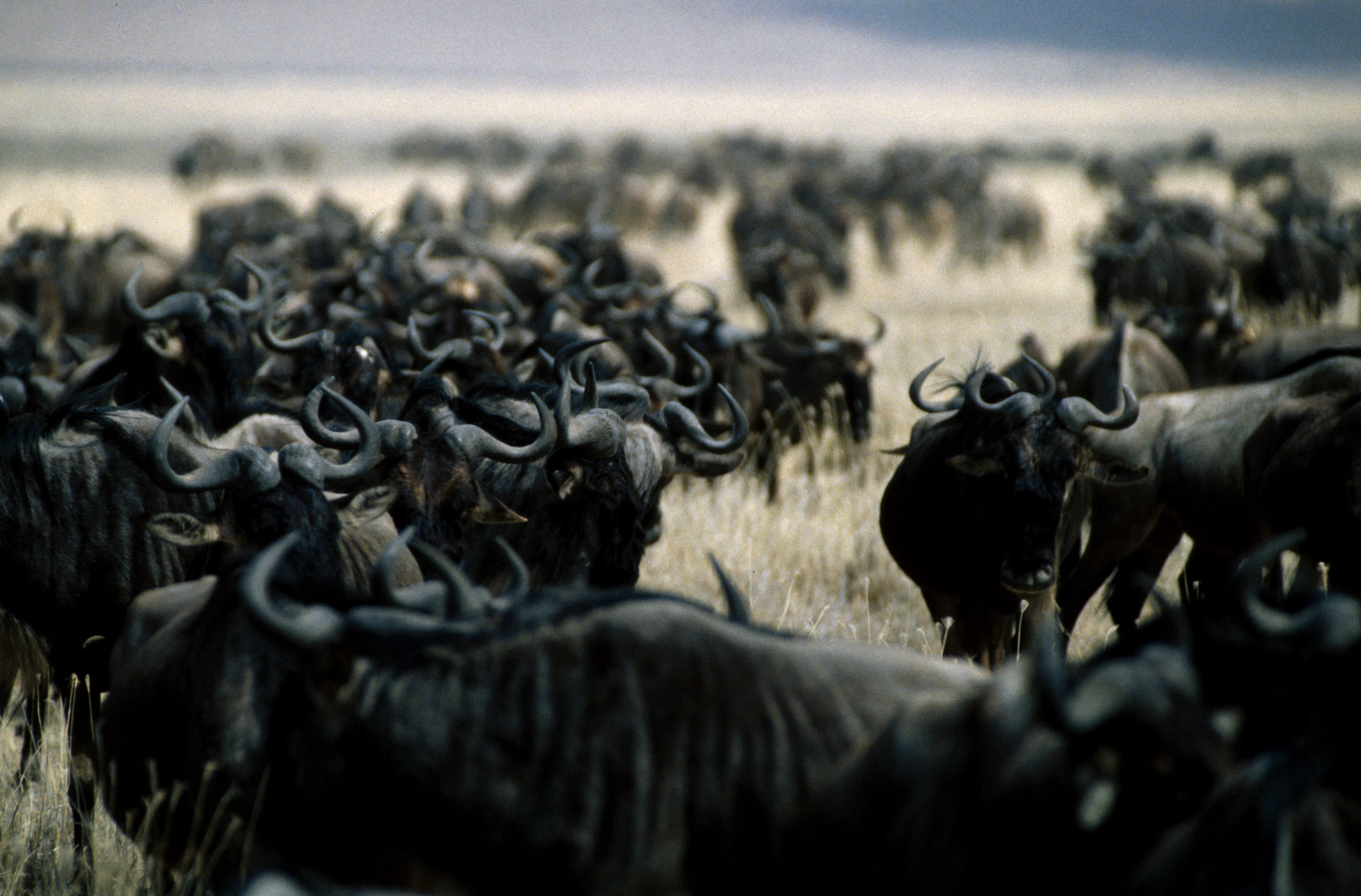
Una manada de ñus en el Ngorongoro, Tanzania.

Los animales como categoría tienen varias características que los diferencian de los otros seres vivos. Los animales son eucarióticos y normalmente pluricelulares (véase Myxozoa, sin embargo), lo que los distingue de las bacterias, los archaea y la mayor parte de los protistas. Son heterótrofos, y generalmente digieren la comida en un órgano interno, lo que los diferencia de las plantas y las algas. También se distinguen de las plantas, las algas y los hongos en que carecen de paredes celulares. Con unas pocas excepciones, especialmente en las esponjas (Phylum porifera), los animales tienen un organismo compuesto por varios tejidos, que comprenden músculos, capaces de contraerse y controlar la locomoción, y un sistema nervioso, que envía y procesa señales. En la mayoría de los casos, tienen un aparato digestivo interno. Las células eucariotas que tienen todos los animales están rodeadas por una matriz extracelular característica, compuesta por colágeno y glucoproteínas elásticas. Se puede calcificar para formar estructuras como conchas, huesos, y espículas, en las que la célula se desplaza y reorganiza durante su desarrollo y maduración, y que soportan la compleja anatomía necesaria para la locomoción.
Aunque, en la actualidad, los humanos componen solo la mitad del uno por ciento del total de la biomasa viva en la Tierra, que estima el peso global en unos 60 kg de media.), la biomasa humana total es el peso medio multiplicado por la población humana actual, de aproximadamente 6500 millones de personas. (véase)

## Ecosistemas
El ecosistema es un sistema dinámico relativamente autónomo, formado por una comunidad natural y su ambiente físico. El concepto, que empezó a desarrollarse entre 1920 y 1930, tiene en cuenta las complejas interacciones entre los organismos (plantas, animales, bacterias, algas, protozoos y hongos, entre otros) que forman la comunidad y los flujos de energía y materiales que la atraviesan.

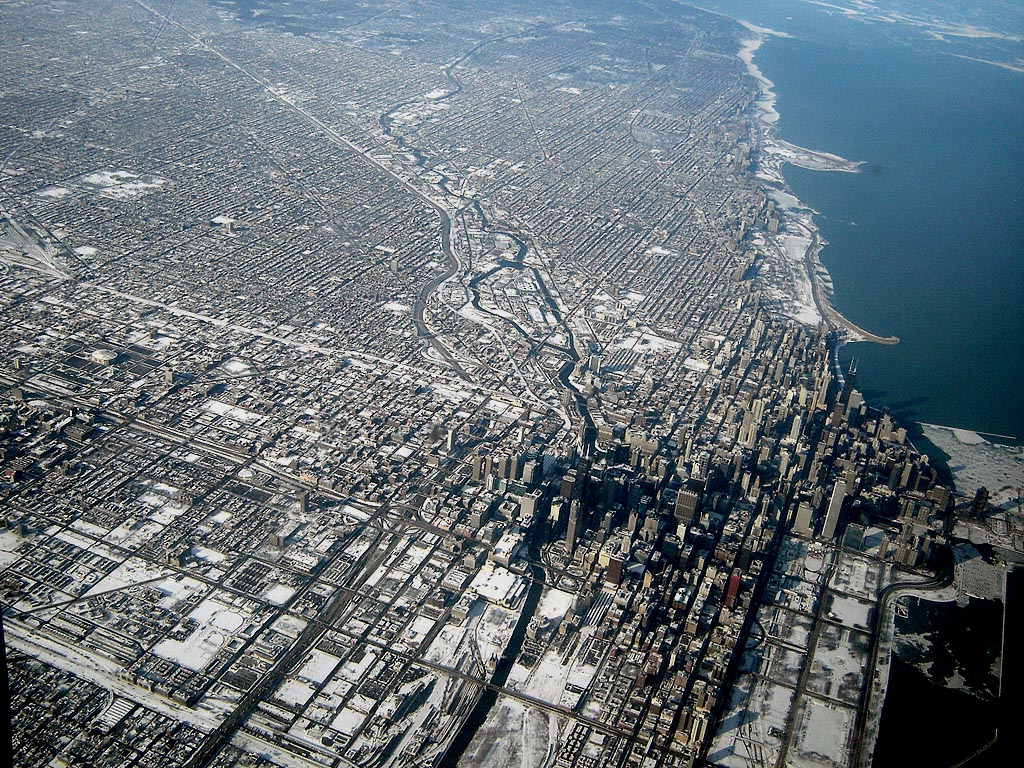
Vista aérea de Chicago, ejemplo de ecosistema urbano.

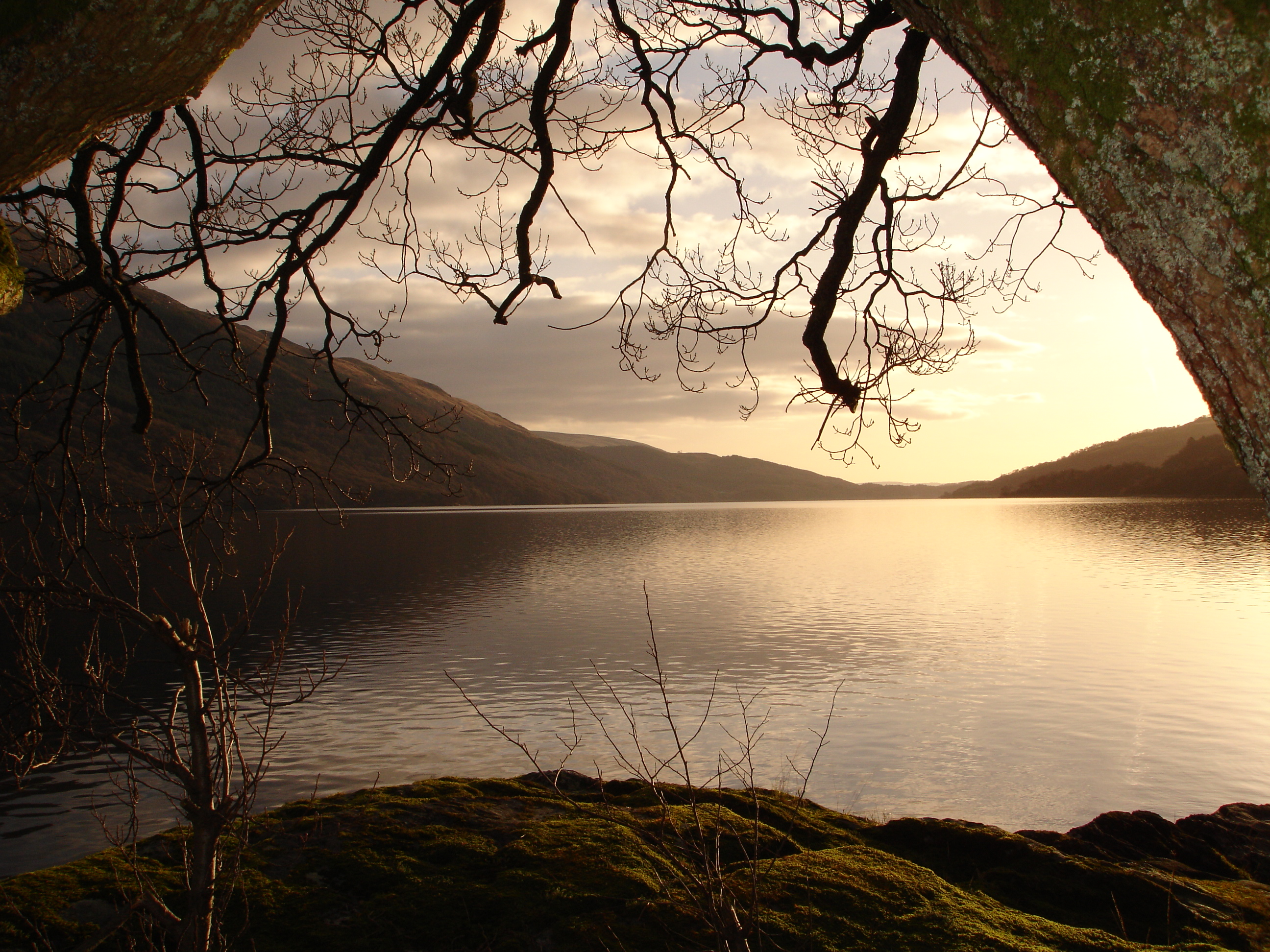
Lago Lomond, Escocia.

Todas las formas de vida tienen la necesidad de relacionarse con el entorno en que viven, y también con otras formas de vida. En el siglo XX, esta premisa dio lugar al concepto de ecosistema, que se pueden definir como cualquier situación en la que hay una interacción entre organismos y su entorno. Los ecosistemas constan de factores bióticos y abióticos que funcionan de manera interrelacionada. Los factores más importantes de un ecosistema son: suelo, atmósfera, radiación solar, agua y organismos vivos. Cada organismo vivo tiene una relación continua con todos los demás elementos de su entorno. Dentro del ecosistema, las especies se relacionan y dependen unas de otras en la llamada cadena alimentaria, e intercambian materia y energía tanto entre ellas mismas como con su entorno. Michael Pidwirny, en su libro Fundamentals of Physical Geography, describe el concepto así:

Los ecosistemas son entidades dinámicas compuestas por una comunidad biológica y un entorno abiótico. La composición abiótica y biótica de un ecosistema y su estructura viene determinada por el estado de una cantidad de factores del medio relacionados entre sí. Cualquier cambio en alguno de estos factores (por ejemplo: disponibilidad de nutrientes, temperatura, intensidad de la luz, densidad de población de una especie...) resultará en cambios dinámicos en la naturaleza de estos sistemas. Por ejemplo, un incendio en un bosque caducifolio templado cambia completamente la estructura de ese sistema. Ya no hay árboles grandes, la mayor parte de los musgos, hierbas y arbustos que poblaban el suelo del bosque han desaparecido y los nutrientes almacenados en la biomasa se liberan rápidamente al suelo, a la atmósfera y al sistema hidrológico. Después de un corto periodo de recuperación, la comunidad que antes eran grandes árboles maduros, ahora se ha convertido en una comunidad de hierbas, especies herbáceas y plántulas.

Todas las especies tienen límites de tolerancia a los factores que afectan a su supervivencia, su éxito reproductivo y su capacidad de continuar creciendo e interactuando de forma sostenible con el resto de su entorno. Estas a su vez pueden influir en estos factores, cuyas consecuencias pueden extenderse a otras muchas especies o incluso a la totalidad de la vida. El concepto de ecosistema es, por tanto, un importante objeto de estudio, ya que dicho estudio nos proporciona la información necesaria para tomar decisiones sobre cómo la vida humana puede interactuar de manera que permita a los variados ecosistemas un crecimiento sostenido con vistas al futuro, en vez de expoliarlos. Para tal estudio se toma una unidad más pequeña llamada microecosistema. Por ejemplo, un ecosistema puede ser una piedra con toda la vida que alberga. Un macroecosistema podría comprender una ecorregión entera, con su cuenca hidrográfica.
Los ecosistemas siguientes son ejemplos de los que actualmente están sometidos a estudio intensivo:
- “ecosistemas continentales”, como “ecosistemas de bosque”, “ecosistemas de pradera” como estepas o sabanas), o agro-ecosistemas,
- sistemas en aguas interiores, que a su vez se subdividen en lénticos (lagos o estanques) y lóticos (ríos)
- ecosistemas oceánicos.

Se puede realizar otra clasificación de los ecosistema atendiendo a sus comunidades, como en el caso de un ecosistema humano. La clasificación más amplia (sometida hoy a un amplio estudio y análisis, y también objeto de discusiones sobre su naturaleza y validez) es la del conjunto entero de la vida del planeta vista como un único organismo, la conocida como hipótesis de Gaia.

## Relación del ser humano con la naturaleza
El desarrollo de la tecnología por la raza humana ha permitido una mayor explotación de los recursos naturales y ha ayudado a paliar parte de los riesgos de los peligros naturales. No obstante, a pesar de este progreso, el destino de la civilización humana está estrechamente ligado a los cambios en el medio ambiente. Existe un complejísimo sistema de retroalimentación entre el uso de la tecnología avanzada y los cambios en el medio ambiente, que solo ahora se están comenzando a entender, aunque muy lentamente.

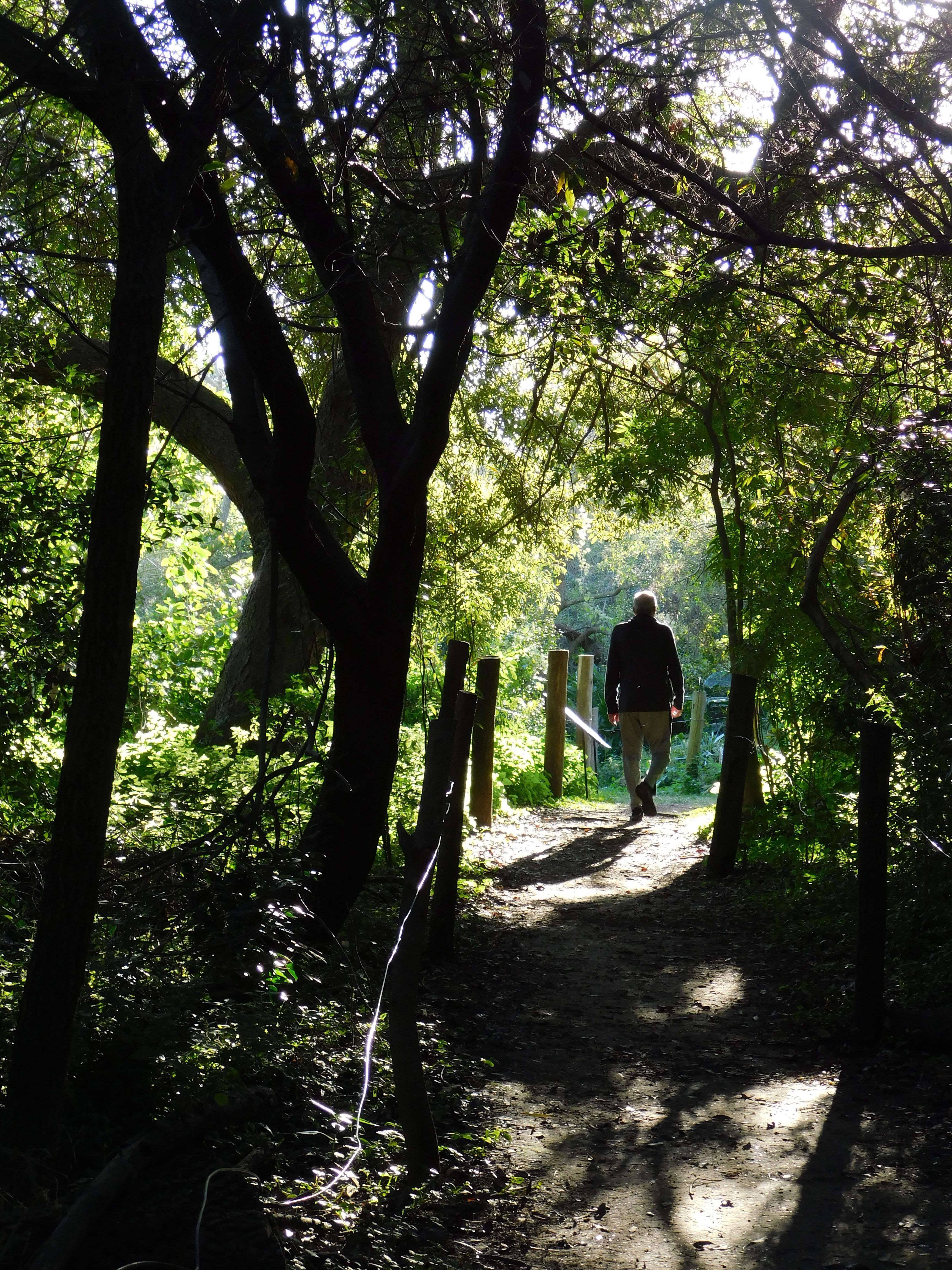
Foto de actividad en contacto con la naturaleza, en un espacio natural urbano. Bs. As. Mayo 2025.

Los humanos emplean la naturaleza para actividades tanto económicas como de ocio. La obtención de recursos naturales para el uso industrial sigue siendo una parte esencial del sistema económico mundial. Algunas actividades, como la caza y la pesca, tienen intenciones tanto económicas como de ocio. La aparición de la agricultura tuvo lugar alrededor del noveno milenio antes de Cristo. De la producción de alimentos a la energía, no cabe duda de que la naturaleza es el principal factor de la riqueza económica.
Los seres humanos han empleado las plantas para usos medicinales durante miles de años. Los extractos vegetales pueden tratar calambres, reumatismos y la inflamación pulmonar. Mientras que la ciencia nos ha permitido procesar y transformar estas sustancias naturales en píldoras, tintes, polvos y aceites, la economía de mercado y la posición de “autoridad” que se le atribuye a la comunidad médica han hecho menos popular su uso. El término “medicina alternativa” se emplea con frecuencia para designar el uso de plantas y extractos naturales con propósitos curativos.
Las amenazas a la naturaleza provocadas por el hombre son, entre otras, la contaminación, la deforestación, y desastres tales como las mareas negras. La humanidad ha intervenido en la extinción de algunas plantas y animales.

## Zonas salvajes

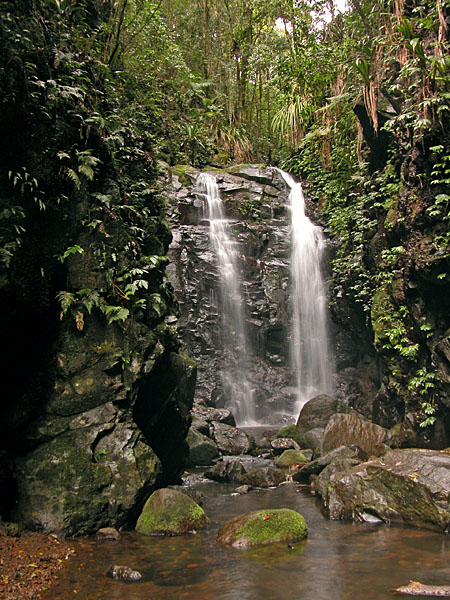
Un entorno virgen en Queensland, Australia.

Una zona salvaje o silvestre es un entorno natural de la Tierra cuyos procesos o dinámicas son autónomos. Los ecologistas consideran que las áreas salvajes son una parte del ecosistema natural del planeta (la biosfera).
La expresión “zona salvaje” evoca inmediatamente la idea de “naturaleza salvaje”, es decir, que los humanos no pueden controlar. Desde este punto de vista, es el desarrollo autónomo de los procesos de un área natural el que lo convierte en una zona salvaje. 
No debe confundirse "salvaje" con "virgen". Una zona será virgen si no ha sido alterada por la presencia o actividad humanas. Hoy en día, prácticamente la totalidad de la superficie del planeta ha sufrido, en mayor o menor grado y directa o indirectamente, algún tipo de alteración causada por los seres humanos (aunque solo sea la influencia del cambio climático o de ciertos contaminantes), luego se puede afirmar que no existen prácticamente entornos vírgenes en la biosfera. Sin embargo, La mera presencia o actividad humana no necesariamente implica que una zona deje de ser salvaje. Muchos ecosistemas que son, o han sido, habitados o influidos por las actividades humanas pueden considerarse como “salvajes”, a pesar de no ser vírgenes. Según esto, son salvajes las áreas en las que los procesos naturales discurren sin interferencias humanas notorias.
La noción de “naturaleza salvaje” ha sido un tema importante en las artes visuales durante diversas épocas de la historia mundial. Durante la Dinastía Tang (618-907) se dio una temprana tradición de pintura paisajística. Esta tradición de representar la naturaleza tal cual se convirtió en uno de los objetivos de la pintura china y tuvo una influencia significativa en el arte asiático.
En el mundo occidental, la idea de “zona salvaje” (naturaleza salvaje, etc.) como valor intrínseco apareció en los años 1800, especialmente en las obras del movimiento romántico. Artistas británicos como John Constable y Joseph Mallord William Turner se dedicaron a plasmar la belleza del mundo natural en sus cuadros. Antes, las pinturas habían sido sobre todo de escenas religiosas o de seres humanos. La poesía de William Wordsworth describe las maravillas del mundo natural, que antes se veía como un lugar amenazador. Cada vez más, la valoración de la naturaleza se fue convirtiendo en un aspecto de la cultura occidental.

## Representaciones de la naturaleza en el arte

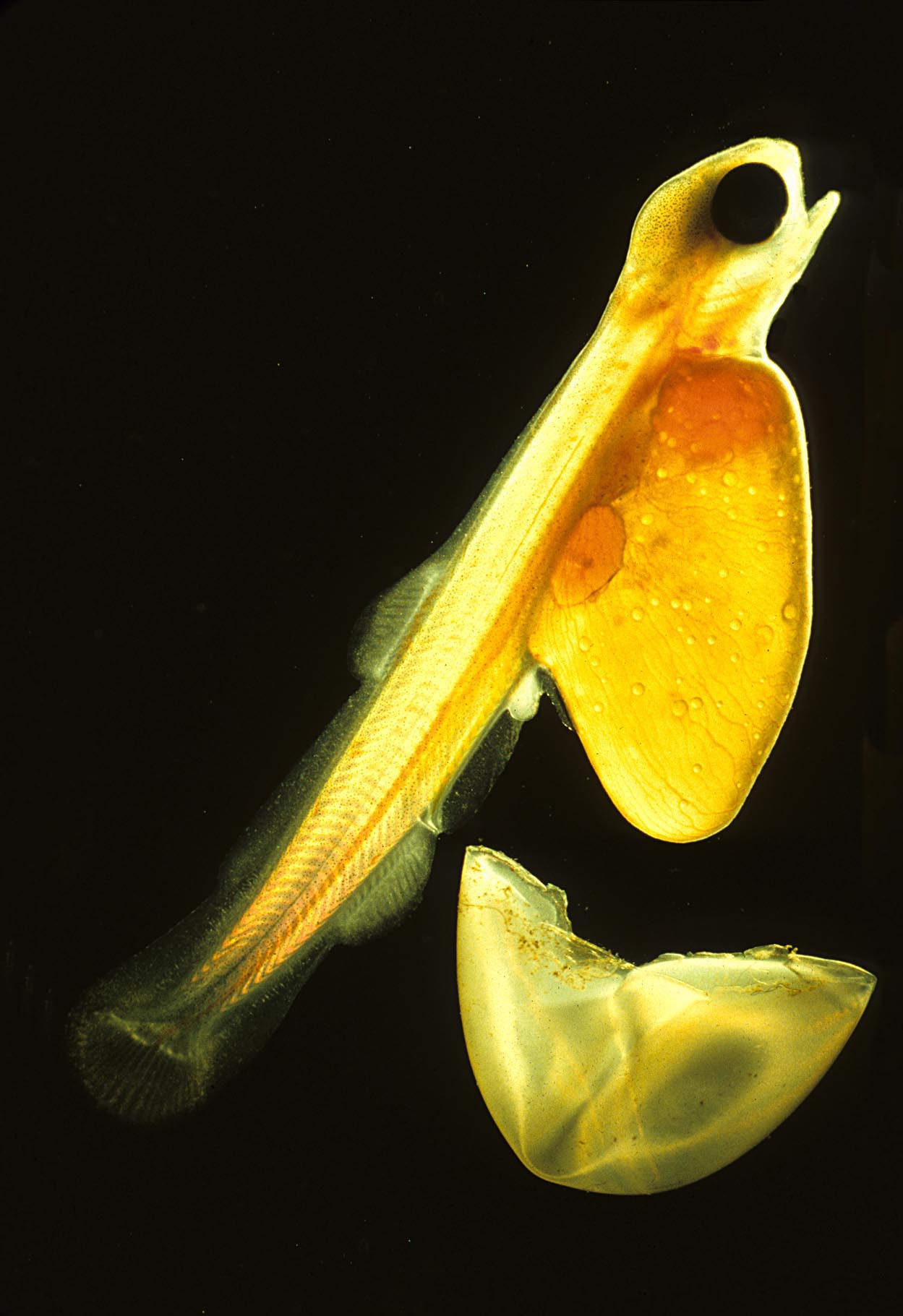
Eclosión de un huevo de salmón. Una de las raíces originales de la palabra latina natura era natus, que a su vez procede de la palabra nasci, cuya traducción es ‘nacer’.

La belleza de la naturaleza es un tema recurrente en la vida moderna y en el arte: los libros que la ensalzan llenan grandes estanterías de bibliotecas y librerías.[cita requerida] Esa cara de la naturaleza, que el arte (fotografía, pintura, poesía...) tanto ha retratado y elogiado revela la fuerza con la que muchas personas asocian naturaleza con belleza. El porqué de la existencia de esa asociación y en qué consiste ésta constituyen el campo de estudio de la rama de la filosofía llamada estética. Más allá de ciertas características básicas de la naturaleza en cuya hermosura coinciden la mayoría de filósofos, las opiniones son prácticamente infinitas.
Muchos científicos, que estudian la naturaleza de forma más específica y organizada, también comparten la idea de que la naturaleza es hermosa. El matemático francés Jules Henri Poincaré (1854-1912) dijo:

El científico no estudia la naturaleza porque es útil, sino porque le cautiva, y le cautiva porque es bella.
Si la naturaleza no fuera hermosa, no valdría la pena conocerla, y si no valiera la pena conocerla, tampoco valdría la pena vivir. Por supuesto, no me refiero aquí a la belleza que estimula los sentidos, la de las cualidades y las apariencias; no es que la desdeñe, en absoluto, sino que ésta nada tiene que hacer con la ciencia. Me refiero a la belleza más profunda, la que procede del orden armonioso de las partes y que puede captar una inteligencia pura.

Una idea clásica de la belleza del arte involucra la palabra mimesis, es decir, la imitación de la naturaleza. En el dominio de las ideas sobre la belleza de la naturaleza, lo perfecto evoca la simetría, la división exacta y otras fórmulas y nociones matemáticas perfectas.
En la Grecia clásica, uno de los temas principales de la obra Fedro de Platón es la naturaleza.

## Materia y energía

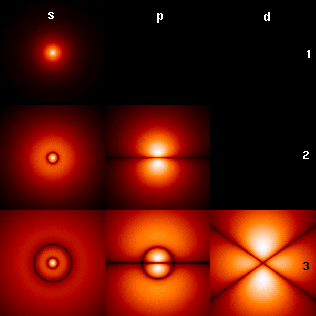
Los primeros orbitales atómicos del átomo de hidrógeno. Aquí se muestran como secciones transversales cuyos colores indican la probabilidad de densidad electrónica.

Algunos campos de la ciencia ven la naturaleza como “materia en movimiento”, obedeciendo a ciertas “leyes naturales” que la ciencia se encarga de descubrir y entender.
Se suele definir la materia como la sustancia de la que se componen los objetos físicos, y constituye el universo observable. Según la teoría de la relatividad especial, no existe ninguna distinción inalterable entre la materia y la energía, dado que la materia se puede convertir en energía (véase aniquilación partícula-antipartícula), y viceversa (véase creación de la materia). Ahora se piensa que los componentes visibles del universo constituyen únicamente un 4 por ciento de la masa total, y que lo restante consiste en un 73 por ciento de materia oscura y un 23 por ciento de materia oscura fría. Aún se desconoce la naturaleza exacta de estos componentes, que están siendo investigados a fondo por los físicos.
El comportamiento de la materia y la energía en el universo observable parece corresponderse con leyes físicas bien definidas. Estas se han empleado para crear modelos cosmológicos que explican satisfactoriamente la estructura y la evolución del universo que podemos observar. Las expresiones matemáticas de las leyes físicas emplean un conjunto de veinte constantes físicas que, a través del universo observable, parecen estáticas. Sus valores se han conseguido medir con gran precisión, pero la razón de por qué tienen esos valores específicos y no otros sigue siendo un misterio.

## La naturaleza más allá de la Tierra

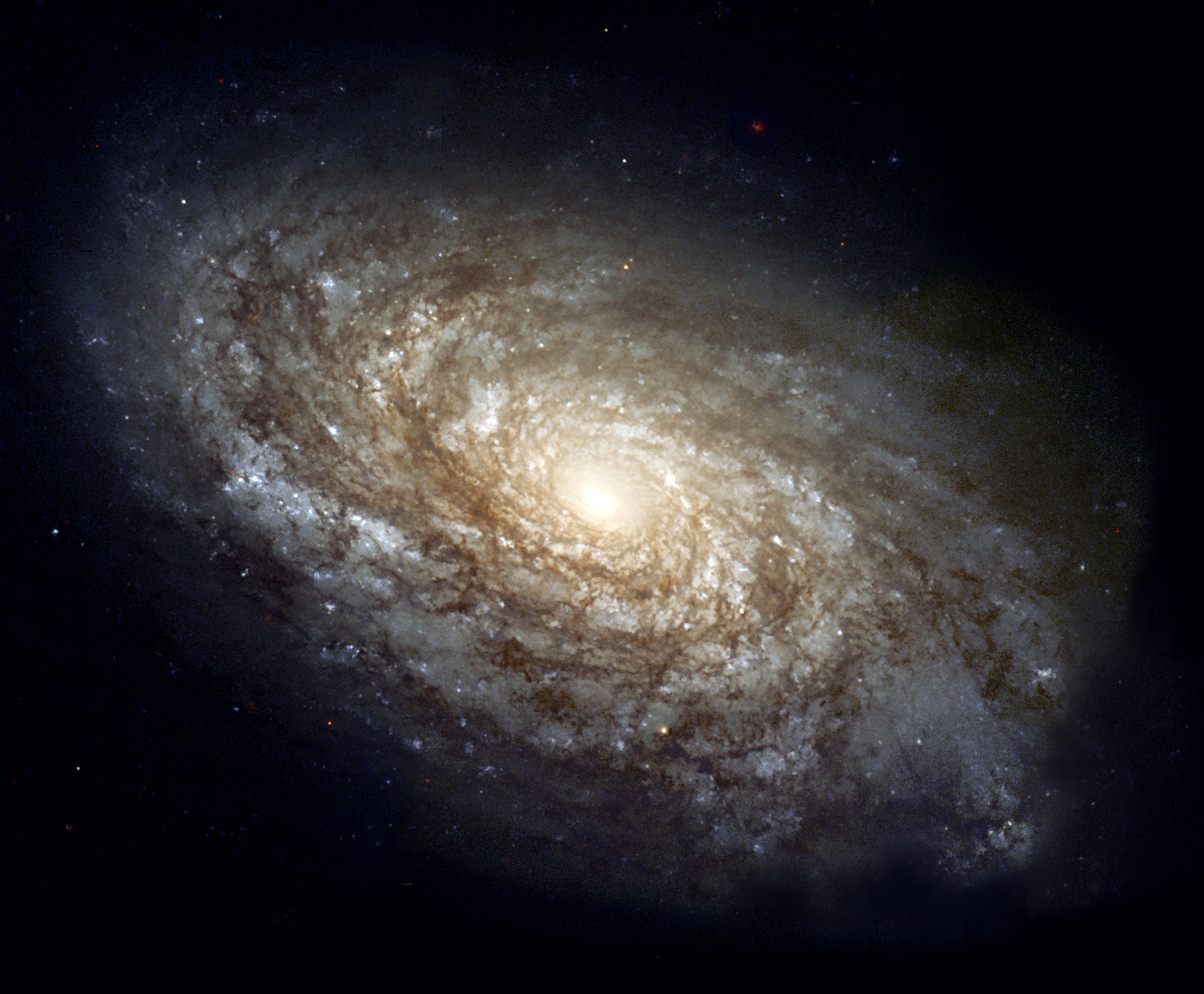
NGC 4414, una típica galaxia espiral en la constelación Coma Berenices. Tiene unos 56 000 años luz de diámetro y está aproximadamente a 60 millones de años luz de nosotros.

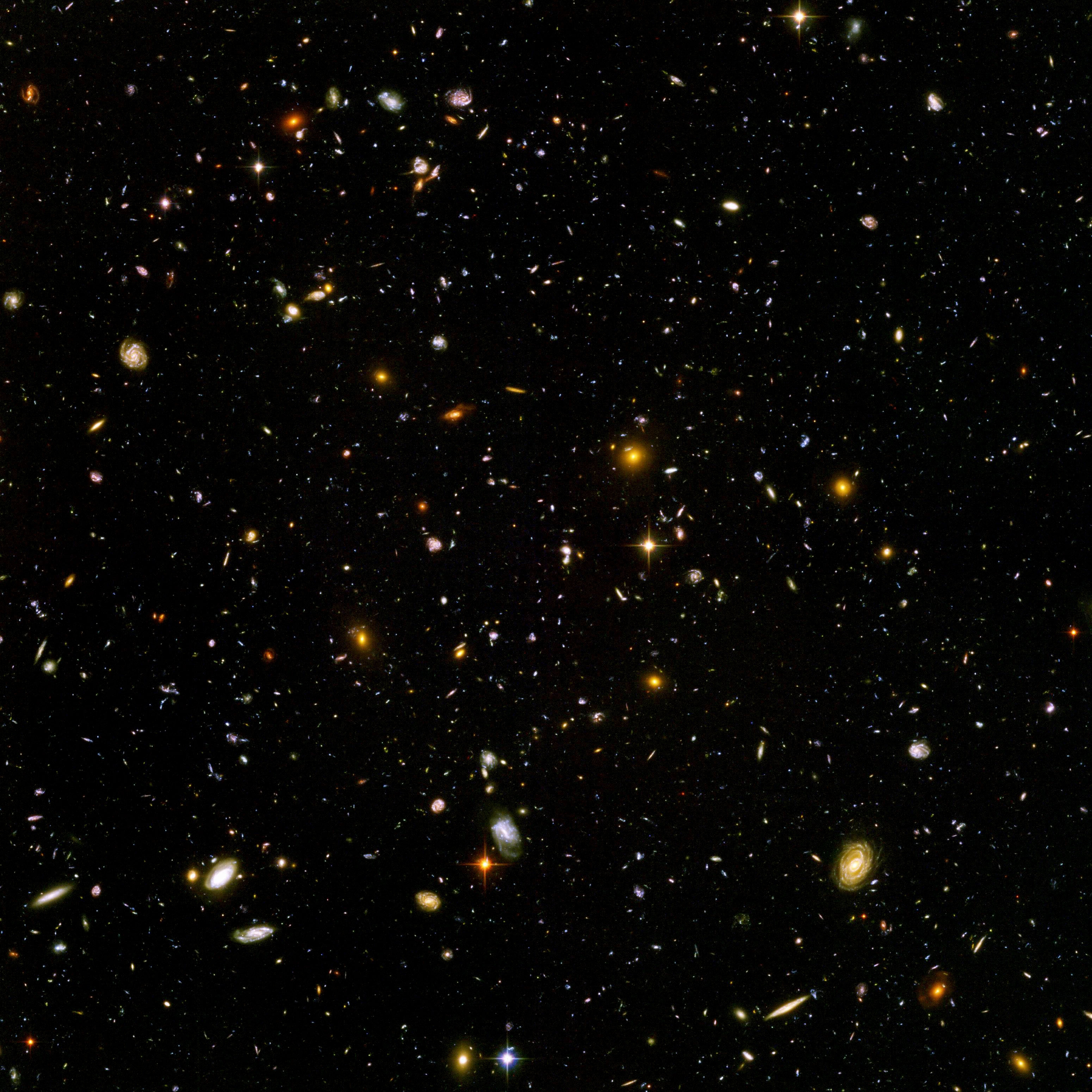
Esta es la imagen más profunda del universo tomada con luz visible, el llamado Campo Ultra Profundo del Hubble. Créditos: NASA, ESA, S. Beckwith (STScI) y el equipo del HUDF.

El espacio exterior, también llamado espacio a secas, designa las regiones relativamente vacías del universo fuera de las atmósferas de los cuerpos celestiales. Se añade el adjetivo exterior para distinguirlo del espacio aéreo. No existe ningún límite definido entre la atmósfera terrestre y el espacio, puesto que ésta se va atenuando gradualmente a medida que aumenta la altitud. El espacio cósmico ubicado dentro de los límites del Sistema Solar se conoce como espacio interplanetario, cuyo límite con el espacio interestelar es lo que conocemos como heliopausa.
Aunque el espacio exterior es de por sí muy amplio, no está vacío. En él existen, aunque repartidas de manera muy dispersa, varias docenas de moléculas orgánicas descubiertas hasta la fecha gracias a la espectroscopia rotacional, la radiación de fondo de microondas y la radiación cósmica, formada por núcleos atómicos ionizados y diversas partículas subatómicas. También hay algo de gas, plasma, polvo cósmico y pequeños meteoros. Además, los seres humanos han dejado restos de su actividad en el espacio exterior, a través de materiales procedentes de los lanzamientos tripulados y no tripulados. A todos estos objetos se les ha llamado “basura espacial” y constituyen un riesgo potencial para las naves espaciales. Algunos caen a la atmósfera periódicamente.
El planeta Tierra es actualmente el único cuerpo celeste conocido dentro del sistema solar en el que existe vida. Sin embargo, los recientes hallazgos sugieren que, en el pasado lejano, el planeta Marte tenía masas de agua líquida en la superficie. Durante un breve periodo en la historia de Marte, podría haber sido capaz de albergar vida. Sin embargo, en la actualidad la mayor parte del agua de Marte está congelada. Si aun así existiese vida en Marte, lo más probable es que estuviese situada bajo tierra, donde todavía podría haber agua líquida.
Las condiciones existentes en los otros planetas telúricos, Mercurio y Venus, parecen ser demasiado hostiles como para que allí se pueda desarrollar la vida tal cual la conocemos. Pero se ha conjeturado que Europa, la cuarta mayor luna de Júpiter, pueda poseer un océano subterráneo de agua líquida, y sería posible que existiese vida en él.